# 雨の中の二人
雨の中の二人は、1966年1月15日にビクターレコードより発売された橋幸夫の75枚目のシングルである（SV-348）。田村正和が主演した同名の松竹・ビクター提携映画の主題歌になっている。

## 概要
- 橋の楽曲は、これまで「恋のインターチェンジ」や「僕等はみんな恋人さ」など一部の楽曲を除きほとんどの曲は、恩師の佐伯孝夫作詞、吉田正作曲であったが、1964年（昭和39年）ごろから、他の作家の曲が登場する。恩師の吉田自身が「一度、雰囲気を変えてみよう」と提案したとされる[2]。
- 本作を作詞している宮川哲夫とは、「さすらい者」や「未練」、「ひとりの旅路」ですでに共演しているが、作曲家の利根一郎とは本作が初共演となる。橋は利根について「吉田先生とは、また違う個性のメロディメーカー」と評し、同じく初共演となる編曲の一ノ瀬義孝について「クラシック畑の方で、バイオリン主体の編成が特にうまく、イントロの雨の感じを出したバイオリンには感動した」と記している[3]。
- この年、橋と宮川、利根、一ノ瀬で「汐風の中の二人」（6月）、「霧氷」（10月）と合計3枚のシングルをリリースしてヒットさせただけでなく、「夢みる港」（4月、吉永小百合とのデュエット曲）、「恋と涙の太陽（アメリアッチ）」（6月）のヒットもあり、「霧氷」で、第8回日本レコード大賞を受賞した。2回受賞者は橋が初めてであった。
- レコード大賞は「霧氷」に決まったとはいえ、橋は、宮川、利根、一ノ瀬との最初の楽曲である「雨の中の二人」への思い入れも強く、本作を「幻のレコード大賞」と語っている[4]。またビクターは最初、「吉田先生に遠慮」したのか、あまり宣伝しなかったとされる[4]。
- c/wの「ネェ、君、君」は白鳥朝詠作詞、利根一郎の作曲によるもので、「雨の中二人」とは対照的な、利根のリズム歌謡となっている。

## 収録曲
1. 雨の中の二人
作詞：宮川哲夫、作曲：利根一郎、編曲：一ノ瀬義孝
2. ネェ、君、君
作詞：白鳥朝詠、作曲：利根一郎、編曲：寺岡真三

## 収録アルバム
- 『橋幸夫　ザ・ベスト』（2012年7月25日）
- 『橋幸夫ベスト～盆ダンス～』（2005年11月23日）
- 『橋幸夫全曲集 』（2003年11月26日）
- 『橋幸夫が選んだ橋幸夫ベスト40曲』（2000年10月4日）
- 『橋幸夫 全曲集』（1999年10月21日）
- 『＜TWIN BEST＞』（1998年11月6日）
- 『＜BEST ONE＞』（1996年10月23日）

....　他

## 映画
本曲を題材とする映画が、1966年4月16日に松竹系で公開された。81分。カラー。
本作は橋の曲を題材にしながら、珍しく橋が主演では無く、田村正和が主演、橋は自分自身の役で出演している。
DVD化はされてない。

### スタッフ
- 製作 - 沢村国男
- 脚本 - 高橋二三、桜井秀雄、熊谷勲
- 監督 - 桜井秀雄
- 撮影 - 荒野諒一
- 美術 - 森田郷平
- 音楽 - 小川寛興
- 録音 - 堀義臣
- 照明 - 飯島博
- 編集 - 杉原よ志
- スチール - 赤井博且

### 出演者
- 春日隆二 - 田村正和
- 竹下ユキ - 中村晃子
- 竹下キヨ - 葵京子
- 魚源源造 - 田武謙三
- 魚源ふみ - 日高澄子
- 魚源善吉 - 田中晋二
- 魚源ひろし - 藤岡弘
- 魚源一平 - 高畑喜三
- 魚源喜八 - 曽我廼家一二三
- 魚源よしお - 加藤勉
- 魚源シゲ子 - 新藤恵美
- 魚源みっちゃん - 佐藤チカ
- 魚源はなえ - 林千鶴
- 岡部三郎 - 佐藤英夫
- 警官 - 三代目江戸家猫八
- チンピラ - 小瀬朗、大泉滉
- 橋幸夫 - 橋幸夫

### 同時上映
『男の魂』
- 脚本：星川清司 / 監督：梅津明治郎 / 主演：竹脇無我
- 「男シリーズ」の第1作目。

### エピソード
- 2012年5月15日にNHK総合テレビで放送された『NHK歌謡コンサート』の企画「ああ! 憧れの銀幕歌謡」で、曲が橋によって歌われた後、本作のスチール写真が放送された。

## その他
- c/wの「ネェ、君、君」は『黄金のニューリズム 』（2005年9月22日＜COLEZO!＞で復刻）に収録されている。
- 特撮ドラマ『有言実行三姉妹シュシュトリアン』（フジテレビ）第23話「アジサイ仮面の心」で、この回の敵アジサイ仮面に対するシュシュトリアン口上は、本曲の歌い出しを使用した。